# Verbena lindmanii
Verbena lindmanii — вид трав'янистих рослин родини Вербенові (Verbenaceae), поширений у пд. Бразилії й пн. Аргентині.

## Поширення
Поширений у пд. Бразилії й пн. Аргентині.